# Aleksandr Stepanovich Grinevsky

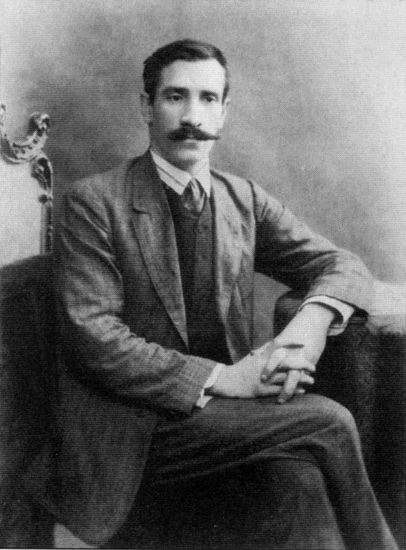
Aleksandr Grin (1910)

Aleksandr Grin (tiếng Nga: Александр Грин; 23 tháng 8 năm 1880 – 7 tháng 7 năm 1932) là một nhà văn Nga, được độc giả biết đến với những cuốn tiểu thuyết và truyện ngắn lãng mạn. Phần lớn những tác phẩm của ông khai thác chủ đề về biển cả, các cuộc phiêu lưu và tình yêu.

## Tiểu sử
Aleksandr Grin có tên lúc sinh là Aleksandr Stepanovich Grinevsky (Александр Стефанович Гриневский) ở một vùng ngoại ô của Vyatka vào năm 1880, con trai của một người Ba Lan đã bị đày ải sau cuộc Nổi loạn tháng Giêng vào năm 1863. Vào năm 1896, sau khi tốt nghiệp trường học ở Vyatka, Grinevsky đi đến Odessa và bắt đầu cuộc sống lang bạt. Ông đã làm thủy thủ, thợ đào vàng, công nhân xây dựng, nhưng ông không có việc thường xuyên và hay phải xin sự giúp đỡ từ người cha. Ai Cập là nước ngoại quốc duy nhất ông đặt chân đến, đó là nơi ông lên bờ trong vài tiếng từ một con tàu đỗ ở Alexandria, lúc đó ông đang làm thủy thủ. Grin muốn du lịch khắp năm châu bốn biển nhưng không thể được vì quá nghèo, chỉ có thể trong tưởng tượng của ông mà thôi.
Sau khi ông gia nhập quân đội Nga, ông trở thành thành viên của Đảng Cách mạng Xã hội, chống lại Sa hoàng, ông bị truy bắt và bỏ tù cho việc "tuyên truyền cách mạng". Câu truyện đầu tiên của ông được in trong một tờ báo vào năm 1906. Cùng năm đó, ông cũng bị truy nã ở Sankt-Peterburg và bị xử 4 năm sống lưu đày ở vùng Tobolsk guberniya. Tuy nhiên, ngay sau khi tới Tobolsk, Grin đã trốn thoát được và quay trở về Sankt-Peterburg sống một cách bất hợp pháp. Ông lại bị truy nã lần nữa vào năm 1910 và bị gửi tới sống ở Arkhangelsk guberniya. Grin và người vợ đầu tiên Vera Pavlovna Abramova (ông đã cưới vào năm 1910) đã sống từ năm 1910 đến năm 1912 trong một ngôi làng nhỏ có tên là Kegostrov.
Vào năm 1912, ông quay trở về Sankt-Peterburg và ly dị vợ. Vào thời gian này, Grin đã xuất bản phần lớn truyện ngắn; phần lớn tác phẩm lớn của ông được viết sau Cách mạng Tháng Mười và được đông đảo bạn đọc thưởng thức vào những năm đầu của thập kỷ 1920. Mặc dù đã nổi tiếng như vậy, nhưng ông cũng đã gần chết vì bị ốm và đói vào năm 1921, sau khi đã phục vụ trong Hồng quân Liên Xô (Red Army). Ông đã cưới Nina Nikolayevna Grin (1894-1970) vào cuối năm đó. Vào năm 1924, họ chuyển đến Feodosia sinh sống gần biển. Vào những ngày cuối đời, thế giới quan lãng mạn của Grin hoàn toàn mâu thuẫn với dòng văn học Xô viết; những nhà xuất bản ở Mát-xcơ-va và Leningrad từ chối xuất bản những tác phẩm lãng mạn của ông, và Grin cùng với vợ sống trong cảnh bần cùng. Grin đã uống rượu và phải chịu đựng đau đớn từ bệnh lao, nguyên nhân cái chết sau này của ông vào năm 1932 ở Stary Krym.

## Tác phẩm
Phần lớn các tác phẩm của Grin không có mối quan hệ trực tiếp đến thực tế của chế độ Sa hoàng và nước Nga Sô viết mà ông đang sống. Các tiểu thuyết và truyện ngắn của ông nhắc đến những mảnh đất không tên, xa châu Âu nhưng có các nhân vật có tên và diện mạo của Tây Âu. Như trong truyện "Cánh buồm đỏ thắm", có những địa điểm có tên không hề "Nga" như Caperna, Lisse và Zurbagan, còn các nhân vật thì có tên là Asole, Grey, Longren và Thomas Harvey. Ngay cả bút danh trong tác phẩm của ông (Grin) cũng là một cái tên Âu hoá từ họ Grinevsky. Ông còn có bút danh là Alexander Green, một cái tên Tây Âu. Một vài độc giả của những ấn phẩm đầu tiên (như là Paustovsky người đã rất ngưỡng mộ Grin vào những ngày cuối đời của ông) lúc đầu đã nghĩ rằng họ đang đọc một bản dịch của dịch giả ngoại quốc.
Một vài nhà bình luận đã nhận xét các tác phẩm của Grin là "tiểu thuyết của thiếu niên". Cũng giống như các tác giả của truyện giả tưởng nửa cuối thế kỷ 20, Grin đề cập đến những niềm mơ ước, khát vọng và cảm xúc của con người với suy nghĩ trong sáng nhất của họ. Thế giới của ông không phải là thế giới cổ tích; nó rất thường ngày với những thực tế xã hội thế kỷ 20, nhưng nó thường xuyên gây cảm giác lãng mạn và "trẻ con" nói chung. Những con người có thể là thuyền trưởng, thủy thủ, nhà khoa học, người du lịch, những quý tộc ngông cuồng, những cô gái, những tên tội phạm tao nhã, và những anh hùng thường xuyên có thực và thế giới của Grin (thường xuyên được những người yêu thích Grin gọi là Grinlandia) là một trong những thế giới hấp dẫn nhất và sống động nhất trong văn học. Một vài tiểu thuyết của ông cũng có thêm nhân tố "sự kỳ diệu", không phải là một phần cố định trong các tác phẩm, nhưng thường xuyên là phép mầu nhiệm có thể thay đổi cuộc sống của những người may mắn nhận được nó.
Vào những năm gần đây, số lượng các tái bản từ 100.000 đến 300.000 bản của những tác phẩm nổi tiếng nhất của ông đã được bán hết ngay sau khi được xuất bản. Ở Sankt-Peterburg hiện nay có câu lạc bộ những người hâm mộ được đặt tên theo tác phẩm của ông là "The Scarlet Sails" (Cánh buồm đỏ thắm).
Alexander Grin đã có một cuộc sống bần cùng và khó nhọc từ khi sinh ra cho đến những giây phút cuối của cuộc đời. Nhưng trong các tác phẩm của ông, người ta luôn nhận ra một thế giới xán lạn, giàu có, đầy ánh mặt trời, đầy sức sống và đã mang lại niềm vui cho hàng triệu người.
- Cánh buồm đỏ thắm (Алые паруса, 1923), một câu truyện tình yêu giản dị, có thể là tác phẩm nổi tiếng nhất của Grin. Truyện đã được dựng thành phim vào năm 1961. Có khá nhiều chuyển thể truyện tranh dựa trên nội dung tác phẩm này.
- The Shining World (Блистающий мир, 1923)
- The Golden Chain (Золотая цепь, 1925)
- She Who Runs on the Waves (Бегущая по волнам, 1928)
- Jessie và Morgiana (Джесси и Моргиана, 1929)
- The Road to Nowhere (Дорога никуда, 1930)